# Towary Zastępcze
Towary Zastępcze – polski zespół muzyczny, pochodzący z Trójmiasta, założony w 2003 roku przez
Piotra Czerskiego i Michała Piotrowskiego.
W pierwszym okresie działalności Towary Zastępcze były zespołem programowo i manifestacyjnie unikającym tworzenia jakiejkolwiek muzyki. W kwietniu 2006 roku do zespołu dołączył kompozytor Borys Kossakowski; to wydarzenie rozpoczęło drugą fazę działalności Towarów Zastępczych: tworzenie utworów na pierwszy album (Ciche dni, Korporacja Ha!art, 2006).
Muzyka Towarów Zastępcznych jest określana przez jej twórców mianem depresyjnego elektroreggae (ewentualnie melancholijnego, industrialnego postdisco). Towary Zastępcze łączą elektronikę z hiphopowymi bitami, energetyczne gitary z klasycznymi aranżacjami fortepianowymi, free-jazz i nu-jazz z reggae i dubem, a piosenkę autorską z minimal music.
Oprócz podstawowego, trzyosobowego składu Towarów Zastępczych w sesjach nagraniowych płyty Ciche dni wzięli udział zaproszeni przez zespół goście: rysowniczka Magdalena Danaj, wokalistki Ewa i Sara Brylewskie oraz trębacz i saksofonista Louis Brazofuerte.

## Skład
- Piotr Czerski – teksty, głos
- Borys Kossakowski – muzyka, teksty, głos
- Michał Piotrowski – teksty, głos
- Sławomir Draczyński – gitara basowa
- Jarosław Marciszewski – gitara
- Jakub Świątek – perkusja

## Dyskografia
- Ciche dni (2006)
- Dolne Miasto OST (2009)
- Długa przerwa (2013)